# Wouter Vrancken
Wouter Vrancken (Sint-Truiden, 3 februari 1979) is een Belgisch voetbaltrainer en voormalig voetballer.

## Spelerscarrière
Vrancken begon zijn carrière bij FC Oud Groot Gelmen. Via Concordia Duras, Sporting Aalst-Brustem en KSK Tongeren belandde hij bij STVV. Tijdens de voorbereiding op het seizoen 1997/98 stroomde Vrancken door van de Uefa-junioren naar de Truiense A-kern. Op 13 september 1997, wanneer hij gerecupereerd was van zijn zware oefenkamp, maakte hij tegen RWDM zijn debuut in Eerste klasse. Vrancken combineerde het voetbal aanvankelijk met studies regentaat LO, maar werd door Poll Peters al snel aangemaand om te stoppen met zijn studies en zich op zijn voetbalcarrière te concentreren. Vrancken kon na zijn eerste seizoen in Eerste klasse al rekenen op interesse van RC Genk, maar daar had STVV geen oren naar.
Toen Vrancken in 2004 toe was aan een nieuwe uitdaging, stapte hij over naar KAA Gent. Vrancken vormde er als werkmier op het middenveld een goed duo met Mbark Boussoufa. Op het einde van het seizoen versierden ze beide een transfer: Boussoufa naar RSC Anderlecht, Vrancken naar KRC Genk. Vrancken werd in zijn eerste seizoen bij Genk meteen vicelandskampioen.
Eind augustus 2008 verruilde Vrancken KRC Genk voor KV Mechelen. Hij ondertekende er een contract voor vier seizoenen. Tijdens de winterstop van het seizoen 2009/10 verkaste Vrancken naar het KV Kortrijk van Georges Leekens. Hij werd er betrokken in een ruil met Tom Soetaers. In oktober 2010 beëindigde hij na lang blessureleed zijn loopbaan en liet zijn contract bij Kortrijk ontbinden.
Hij is getrouwd en heeft twee dochters en een zoon.

## Trainerscarrière

### Snelle opmars
Vrancken begon zijn trainerscarrière bij Gravelo, dat hij van Vierde naar Tweede provinciale loodste. Daarna ging hij aan de slag bij THES Tessenderlo, waarmee hij in drie seizoenen tijd van Eerste provinciale naar Tweede klasse amateurs promoveerde.

### Lommel en Kortrijk
In de zomer van 2017 verliet hij THES om trainer te worden van Lommel SK in Eerste klasse amateurs. In oktober 2017 stapte Vrancken op bij de club, ondanks het feit dat Lommel toen aan de leiding stond in de eerste amateurdivisie. Vrancken werd meteen gelinkt aan zijn ex-clubs KV Mechelen en KV Kortrijk, op zoek naar respectievelijk een opvolger voor Yannick Ferrera en een mogelijke opvolger voor Yannis Anastasiou, maar Vrancken deed deze geruchten meteen af als speculaties. Toch ging hij enkele weken later aan de slag bij KV Kortrijk, zij het dan wel als assistent-trainer van Glen De Boeck.

### KV Mechelen
Op 21 augustus 2018 werd Vrancken aangesteld als hoofdtrainer van KV Mechelen na het ontslag van Dennis van Wijk, die met 2 op 9 aan het seizoen was begonnen, met een voorlaatste plaats in het klassement als gevong. Vrancken zette meteen een knappe reeks neer (28 op 38), waardoor de Mechelaars in november 2018 de eerste periodetitel pakten in Eerste klasse B. Vier maanden later leidde Vrancken zijn team voorbij KFCO Beerschot Wilrijk in de dubbele titelwedstrijd, waardoor KV Mechelen een jaar na de degradatie weer naar Eerste klasse A promoveerde. Als toemaatje won hij ook, als eerste tweedeklasser sinds RRC Tournaisien in 1956, de Beker van België.
Ook na de promotie bleef Vrancken het goed doen aan het hoofd van KV Mechelen. Toen Felice Mazzu op 12 november 2019 ontslagen werd bij KRC Genk, werd Vrancken genoemd als een van de topkandidaten om hem op te volgen. Vrancken, die op dat moment met Mechelen gedeeld derde stond in de Jupiler Pro League, bleef de Manenblussers echter trouw en ondertekende zelfs een verbeterd contract Achter de Kazerne.

### KRC Genk
Eind mei 2022 maakte eersteklasser KRC Genk bekend dat het een akkoord gevonden had met Mechelen om Vrancken over te nemen waardoor hij vanaf het seizoen 2022/23 hoofdcoach wordt bij Genk. Vrancken nam ook zijn assistenten Kevin Van Dessel en Glenn Van Ryckeghem mee van Mechelen.
Onder Vrancken begon Genk met een nederlaag aan het seizoen 2022/23, maar de Limburgers herpakten zich snel: toen de competitie in november 2022 op pauze werd gezet voor het WK 2022, stond de club tien punten los in de Jupiler Pro League, mede dankzij een knappe 30 op 30 in de competitie. In november 2022 werd Vrancken's contract van onbepaalde duur dan ook al omgezet in een contract tot medio 2026. Genk bleef tot de laatste speeldag van de play-offs in de running voor de landstitel, maar moest uiteindelijk nipt de duimen leggen voor Antwerp FC.
In het seizoen 2023/24 raakte de relatie tussen Vrancken en Genk bekoeld en werden de onderlinge fricties alsmaar groter, waardoor Genk op 9 mei 2024 aankondigde dat Vrancken niet langer trainer was van de club. Genk stond op dat moment vierde in het klassement, op twaalf punten van leider Club Brugge maar virtueel op een Europese plaats. Door de 3 op 9 in de laatste drie wedstrijden van de play-offs gleed Genk nog af naar de vijfde plaats in het klassement, waarna de Limburgers de barragewedstrijd om een Conference League-ticket met 0-1 verloren van KAA Gent, uitgerekend de club waar Vrancken in het seizoen daarop aan de slag zou gaan.

### KAA Gent
In juni 2024 ondertekende Vrancken een driejarig contract bij KAA Gent, waar hij de opvolger werd van Hein Vanhaezebrouck. Vrancken begon met positiviteit aan zijn opdracht bij Gent, dat onder leiding van Sam Baro aan een nieuw verhaal was begonnen, maar door tegenvallende resultaten – onder andere de 1-0-nederlaag tegen Larne FC in de Conference League sloeg diepe wonden – en een toenemende druk van de fans werd in januari 2025 besloten deze samenwerking stop te zetten. Gent stond op dat moment zesde in de Jupiler Pro League en had onder Vrancken de league phase van de Conference League overleefd, al had de club bij een zege tegen het dan nog puntenloze Larne op de slotspeeldag wel Real Betis vermeden in de tussenronde - met twaalf punten waren de Gentenaars immers rechtstreeks geplaatst geweest voor de achtste finale.

### STVV
Nog voor het einde van het seizoen 2024/25 ging Vrancken aan de slag bij een nieuwe club in België: op 15 april 2025 kondigde STVV aan dat Vrancken aan de slag ging bij zijn ex-club. Zijn eerste doel was het verzekeren van het behoud, want STVV moest op dat moment nog drie wedstrijden afwerken in de Relegation Play-offs, waarin enkel Beerschot VA op dat moment al uitgeteld was. Het was een verassende keuze van Vrancken voor degradatiekandidaat STVV, want Vrancken kon ook naar het buitenland.

## Statistieken
| seizoen | club              | competitie         | wed. | goals |
| ------- | ----------------- | ------------------ | ---- | ----- |
| 1997/98 | Sint-Truidense VV | Jupiler Pro League | 25   | 3     |
| 1998/99 | Sint-Truidense VV | Jupiler Pro League | 20   | 2     |
| 1999/00 | Sint-Truidense VV | Jupiler Pro League | 29   | 4     |
| 2000/01 | Sint-Truidense VV | Jupiler Pro League | 32   | 1     |
| 2001/02 | Sint-Truidense VV | Jupiler Pro League | 32   | 1     |
| 2002/03 | Sint-Truidense VV | Jupiler Pro League | 19   | 3     |
| 2003/04 | Sint-Truidense VV | Jupiler Pro League | 20   | 2     |
| 2004/05 | KAA Gent          | Jupiler Pro League | 31   | 2     |
| 2005/06 | KAA Gent          | Jupiler Pro League | 30   | 7     |
| 2006/07 | KRC Genk          | Jupiler Pro League | 32   | 6     |
| 2007/08 | KRC Genk          | Jupiler Pro League | 23   | 4     |
| 2008/09 | KRC Genk          | Jupiler Pro League | 1    | 0     |
| 2008/09 | KV Mechelen       | Jupiler Pro League | 25   | 1     |
| 2009/10 | KV Mechelen       | Jupiler Pro League | 9    | 0     |
| 2009/10 | KV Kortrijk       | Jupiler Pro League | 8    | 0     |
| 2010/11 | KV Kortrijk       | Jupiler Pro League | 0    | 0     |
|         |                   | Totaal             | 336  | 36    |

Laatst bijgewerkt: 14-10-10

## Palmares

### Als speler
| Ligabeker | 1x | 1998/99 |

### Als trainer
| Beker van België | 1x | 2018/19 |
| Eerste klasse B  | 1× | 2018/19 |